# Trofeo San Agustín
Trofeo disputado en Avilés (España) durante las fiestas de San Agustín, a finales del mes de agosto y primeros días de septiembre. Desde 1904 hay constancia de la disputa de partidos organizados por el club avilesino, coincidiendo con las fiestas patronales avilesinas de San Agustín. 
Existe cierta controversia para dilucidar el origen de este torneo, pues en ciertas publicaciones cita la edición de 1972 como la primera, pues en algunas publicaciones de habla de este trofeo como I Trofeo del Excelentísimo Ayuntamiento de Avilés, lo que daría oficialidad al trofeo, al colaborar con el club el propio ayuntamiento. Pero sin embargo en las hemerotecas de los diarios Hoja del Lunes de Oviedo y Comercio de Gijón se encuentran partidos disputados en las fiestas San Agustín desde 1964, que se supone que eran partidos organizados exclusivamente por el club Real Avilés Club de Fútbol.
El club organizador es el Real Avilés, si bien el club tuvo distintas denominaciones a lo largo de su historia, siendo Sport Club Avilesino desde 1903 hasta 1906 y luego se llamó Círculo Industrial y de Sport de Avilés hasta 1915, en que se llamará Stadium Club Avilesino. En 1925 se le concede el título de "Real" y se llamará Real Stadium Avilesino. Tras la guerra civil, concretamente el 10 de enero de 1941 se llamará Real Avilés CF. 
En 1983 absorbe al Club Deportivo Ensidesa y pasó a llamarse Real Avilés Industrial CF y finalmente en 2010 (El 30 de diciembre), en Junta General de Accionistas, la S.A.D. aprobó por mayoría recuperar la denominación de Real Avilés.
- La edición de 1974 se disputó, pero no llegando a proclamar un campeón, pues el trofeo queda sin adjudicar, por un empate entre los resultados de la Cultural y Deportiva Leonesa 0-2 y el Real Sporting de Gijón 0-2, quedando un tripe empate que quedó sin resolver.

En 1986 el Real Sporting de Gijón es excluido del torneo, por no viajar con sus jugadores habituales.
El torneo se disputaba con la participación de varios equipos en cada edición, siendo unas veces triangular (3 equipos), cuadrangular (4 equipos), pentagonal (5 equipos). En los que resultaba campeón el club que consiguiese mejor resultado contra el equipo anfitrión, el Real Avilés C. F. En otras muchas ocasiones el torneo se disputó en forma de partido único entre el equipo local y el invitado.
- Desde 1965, el torneo no se disputó en 1968 y 1976 (ambos por obras en el estadio), 1998, entre 2000-2002, entre 2004-2010, en 2012 y desde 2014 a 2020.

## Palmarés
Trofeo de Fiestas de San Agustín (Avilés)
| Año  | Edición      | Campeón           | Resultado    | Subcampeón-Otros participantes                                                                  |
| ---- | ------------ | ----------------- | ------------ | ----------------------------------------------------------------------------------------------- |
| 1964 | I            | Real Avilés C. F. | cuadrangular | Real Gijón S. D. Rayo Cantabria C. D. Orense                                                    |
| 1965 | I            | Real Gijón        | triangular   | Real Avilés C. F. R. C. Deportivo de La Coruña                                                  |
| 1966 | II           | Real Gijón        | pentagonal   | U. P. de Langreo R. C. Deportivo de La Coruña Real Avilés C. F. R. S. Gimnástica de Torrelavega |
| 1967 | III          | Real Gijón        | cuadrangular | Real Avilés C. F. U. P. de Langreo Real Oviedo C. F.                                            |
| 1968 | No disputado | –                 | –            | –                                                                                               |
| 1969 | IV           | Real Gijón        | triangular   | Real Avilés C. F. Real Oviedo C. F.                                                             |
| 1970 | V            | Real Avilés C. F. | triangular   | Real Oviedo C. F. R. C. Deportivo de La Coruña                                                  |
| 1971 | VI           | Real Avilés C. F. | cuadrangular | U. P. de Langreo Candás C. F. Combinado aragonés                                                |

Trofeo de San Agustín (Ayuntamiento de Avilés)
| Año       | Edición                       | Campeón                | Resultado    | Subcampeón-Otros participantes                                                  |
| --------- | ----------------------------- | ---------------------- | ------------ | ------------------------------------------------------------------------------- |
| 1972      | I                             | Real Sporting de Gijón | cuadrangular | Real Avilés C. F. Burgos C. F. Combinado de La Coruña                           |
| 1973      | II                            | Real Oviedo C. F.      | cuadrangular | Real Sporting de Gijón Cultural y D. Leonesa Real Avilés C. F.                  |
| 1974      | III                           | Sin adjudicar          | cuadrangular | Real Sporting de Gijón Cultural y D. Leonesa Caudal Deportivo Real Avilés C. F. |
| 1975      | IV                            | C. D. Ensidesa         | triangular   | Combinado de Gijón Real Avilés C. F.                                            |
| 1976      | V [cita requerida] Suspendido | –                      | –            | –                                                                               |
| 1977      | VI                            | Cultural y D. Leonesa  | triangular   | Real Avilés C. F. Sestao S. C.                                                  |
| 1978      | VII                           | Real Avilés C. F.      | triangular   | Sestao S. C. U. P. de Langreo                                                   |
| 1979      | VIII                          | Real Avilés C. F.      | cuadrandular | U. P. de Langreo C. D. Ensidesa U. D Salamanca                                  |
| 1980      | IX                            | Real Avilés C. F.      | triangular   | U. P. de Langreo Cultural y D. Leonesa                                          |
| 1981      | X                             | Sporting Atlético      | cuadrangular | C. D. Ensidesa U. P. de Langreo Real Avilés C. F.                               |
| 1982      | XI                            | Sporting Atlético      | 2-1          | Real Avilés C. F.                                                               |
| 1983      | XII                           | Real Sporting de Gijón | 4-0          | Real Avilés C. F.                                                               |
| 1984      | XIII                          | Real Avilés I. C. F.   | triangular   | Club Siero U. D. Salamanca                                                      |
| 1985      | XIV                           | Palencia C. F.         | triangular   | Real Avilés I. C. F. Real Valladolid Promesas                                   |
| 1986      | XV                            | Real Avilés I. C. F.   | 1-1 (pen)    | Real Oviedo C. F. Real Sporting de Gijón "excluido"                             |
| 1987      | XVI                           | Real Avilés I. C. F.   | triangular   | Real Oviedo C. F. Real Sporting de Gijón                                        |
| 1988      | XVII                          | U. D. Salamanca        | triangular   | Real Racing C. de Santander Real Avilés I. C. F.                                |
| 1989      | XVIII                         | Real Oviedo C. F.      | 1-0          | Real Avilés I. C. F.                                                            |
| 1990      | XIX                           | Real Avilés I. C. F.   | 3-0          | U. P. de Langreo                                                                |
| 1991      | XX                            | Real Avilés I. C. F.   | 1-1 (pen)    | Real Sporting de Gijón                                                          |
| 1992      | XXI                           | Real Oviedo            | 4-1          | Real Avilés I. C. F.                                                            |
| 1993      | XXII                          | Real Avilés I. C. F.   | 1-0          | Real Sporting de Gijón                                                          |
| 1994      | XXIII                         | Real Avilés I. C. F.   | 1-0          | A. D. Rayo Vallecano                                                            |
| 1995      | XXIV                          | Real Sporting de Gijón | 2-0          | Real Avilés I. C. F.                                                            |
| 1996      | XXV                           | Real Oviedo            | 1-0          | Real Avilés I. C. F.                                                            |
| 1997      | XXVI                          | Real Sporting de Gijón | 3-2          | Real Avilés I. C. F.                                                            |
| 1998      | XXVII                         | Cultural y D. Leonesa  | 2-1          | Real Avilés I. C. F.                                                            |
| 1999      | XXVIII                        | Real Avilés I. C. F.   | 5-1          | Real Sporting de Gijón                                                          |
| 2000-2002 | No disputado                  | –                      | –            | –                                                                               |
| 2003      | XXIX                          | Cultural y D. Leonesa  | 1-0          | Real Avilés I. C. F.                                                            |
| 2004-2010 | No disputado                  | –                      | –            | –                                                                               |
| 2011      | XXX                           | Real Avilés C. F.      | 2-0          | Real Oviedo                                                                     |
| 2012      | No disputado                  | –                      | –            | –                                                                               |
| 2013      | XXXI                          | Real Avilés C. F.      | 2-1          | Cultural y D. Leonesa                                                           |
| 2014-2020 | No disputado                  | –                      | –            | –                                                                               |
| 2021      | XXXII                         | Cultural y D. Leonesa  | 4-0          | Real Avilés C. F.                                                               |
| 2022      | XXXIII                        | Real Sporting de Gijón | 1-0          | Real Avilés C. F.                                                               |
| 2023      | XXXIV                         | Bilbao Athletic        | 2-1          | Real Avilés C. F.                                                               |
| 2024      | No disputado                  | –                      | –            | –                                                                               |

## Campeones
| Equipo                     | Trofeos | Ediciones                                                                                                   |
| -------------------------- | ------- | --- |
| Real Avilés C. F.          | 16      | 1964, 1970 y 1971 (Fiestas), 1978, 1979, 1980, 1984, 1986, 1987, 1990, 1991, 1993, 1994, 1999, 2011 y 2013. |
| Real Sporting de Gijón     | 9       | 1965, 1966, 1967, 1969 (Fiestas), 1972, 1983, 1995, 1997 y 2022.                                            |
| Real Oviedo                | 4       | 1973, 1989, 1992 y 1996.                                                                                    |
| Cultural y D. Leonesa      | 4       | 1977, 1998, 2003 y 2021.                                                                                    |
| Real Sporting de Gijón "B" | 2       | 1981 y 1982.                                                                                                |
| C. D. Ensidesa             | 1       | 1975. |
| Palencia C. F.             | 1       | 1985. |
| U. D Salamanca             | 1       | 1988. |
| Bilbao Athletic            | 1       | 2023. |